# Damaspia
Damaspia, död 424 f.Kr., var en iransk drottning, gift med Artaxerxes I och mor till Xerxes II.  Hon och hennes make avled samtidigt, och det beskrivs hur deras kvarlevor fördes hem till Persien i procession, möjligen från en militärexpedition som de båda hade deltagit i. 